# Милија Рашовић
Милија Рашовић (Фундина, код Подгорице, 1915 — Крчино Брдо, код Фоче, април 1943), учесник Народноослободилачке борбе и народни херој Југославије.

## Биографија
Рођен је 1915. године у селу Фундина, код Подгорице, у сељачкој породици. Основну школу завршио је у родном мјесту, али због тешких материјалних услова није могао да продужи школовање. Запослио се у жандармерији и радио у Београду. Иако је био жандар, укључио су раднички покрет, сарађивајући са студентима револуционарима, обавјештавајући их о намјерама полиције и преносећи драгоцјене поруке ухапшенима.
После окупације Краљевине Југославије, одбио је да остане у жандармерији и служи окупатору и вратио се у родни крај. Ту се повезао са члановима Комунистичке партије Југославије и учествовао у припремама за оружани устанак. Био је веома активан у прикупљању и скривању ратног материјала и обуци омладинаца у руковању оружјем. Учесник је Тринаестојулског устанка. Крајем 1941. године добровољно се пријавио у Црногорски партизански одред, који је упућен у Санџак. Са овим одредом учествовао је у нападу на Пљевља, 1. децембра 1941. године.
Када је 21. децембра 1941. године у Рудом формирана Прва пролетерска ударна бригада он је постао борац њеног Првог ловћенског батаљона. Учествовао је у многим борбама бригаде, а посебно се истакао у борбама - на Савином Лакту, Маочу, источној Босни и др. Због своје храбрости, али и доследности за Народноослободилачки покрет, 1942. године је примљен у чланство Комунистичке партије Југославије.
Истакао се и у борбама с четницима у Херцеговини - са својом десетином је 12. јуна 1942. године, бранио на брдашцу Плеће продор четника ка Чемерну. Јаке четничке снаге су, уз снажну подршку италијанске артиљерије, више пута покушавале јуришем да продру преко Плећа, али их је Милијина десетина читавог дана задржавала.
Током 1942. године учествовао је у борбама на прузи Сарајево—Коњиц, код Шуице, Дувна, нападу на Ливно, борбама с Италијанима код Аржане и др. У борбама за Ситницу, с пушкомитраљезом је упао у непријатељско утврђење и то је представљало проломни тренутак битке - изненађени, Немци и домобрани су се предали. О том његовом подвигу говорила је и радио-станица „Слободна Југославија“, и назвала га „партизанским херојем“.
Априла 1943. године, на Дрини се водила борби за стварање мостобрана. Током ове борбе група од око шездесет бораца Прве пролетерске ударне бригаде нашла у веома тешкој ситуацији - прелажење осталих снага било је отежано, муниција понестајала, а на Крчином брду у рововима се грчевито бранио батаљон Италијана. Милија се тада јавио као добровољац у групу бомбаша која је имала задатак да Италијане нападне с леђа и на тај начин их примора да се повуку. Ово је био његов последњи задатак, јер је у току овог напада погинуо.
За народног хероја проглашен је 20. децембра 1951. године.